# Peroblasco
 (avril 2013).
Si vous disposez d'ouvrages ou d'articles de référence ou si vous connaissez des sites web de qualité traitant du thème abordé ici, merci de compléter l'article en donnant les références utiles à sa vérifiabilité et en les liant à la section « Notes et références ».
Peroblasco est un village de la communauté autonomme de La Rioja, en Espagne.

## Histoire
Le village est encore habité par un peu plus de 12 habitants. Depuis longtemps, l'église du village ne compte plus de cloches, et n'a plus de toit. Elle est en attente de restauration, et ne tient plus qu'avec des pics métalliques qui la maintiennent debout.

## Fêtes
Tous les ans, le dernier samedi de juillet a lieu la fête des fumées. Chaque cheminée du village crache un fumigène de couleur différente.Ce festival a eu lieu pour la première fois en 1988, à l'initiative de l'Association des voisins de Peroblasco, en tant qu'acte de confirmation de la lutte contre le dépeuplement de la ville. Le résultat est incroyable, quoique très court, surtout par temps de pluie, ou de vent.

## Sites et monuments
- Pont médiéval: C'est le seul pont qui donne accès à la ville. Il a été construit au XVIe siècle, avec une seule arche pointue de trace médiévale[1]
- L'église paroissiale de Santa Maria :  construction baroque du XVIIIe siècle est actuellement en ruine depuis 2005[3].

## Référence
1. 1 2  « 27Peroblasco », sur www.amigosdelarioja.com (consulté le 13 juin 2025)
2. ↑  (es) Lidia González, « El pueblo riojano de Peroblasco vuelve a celebrar su Fiesta del Humo », sur Traveler, 26 juillet 2019 (consulté le 13 juin 2025)
3. ↑  (es) « Iglesia de Santa Maria de Peroblasco » (consulté le 13 juin 2025)